# Андрюшино (Псковский район)
Андрю́шино — деревня в Карамышевской волости Псковского района Псковской области России.
Расположена в 3 км к юго-востоку от села Карамышево на автотрассе регионального значения Псков — Карамышево — Порхов (А116 или Р56); в 26 км к востоку от Пскова.
| 2001 | 2002 | 2010 |
| ---- | ---- | ---- |
| 69   | ↘49  | ↘48  |